# Dansk Auto Logik A/S
Dansk Auto Logik A/S blev stiftet af Bent Orla Jørgensen i 1962. Dansk Auto Logik A/S transportere, om- og opbygger, klargøre og lageropbevarer biler. Dansk Auto Logik A/S er Danmarks største vejgodstransport virksomhed. Før i tiden købte man bil, ved blandt andet at tage med bilforhandleren ind til København, hvor man købte en bil og selv skulle køre den hjem. Men det ændrede sig da Bent Orla Jørgensen begyndte at transportere bilerne på lastvogne ud til forhandlerne. Bent Orla Jørgensen var også skibsreder fra 1985-1990 hvor han blandt andet transporterede sine Dansk Auto Logik A/S lastbiler på sin færge Trailer, der sejlede mellem Juelsminde og Kalundborg. Virksomheden startede i Kalundborg, men har i 2023 kontorer i Ringsted og Vamdrup. Dansk Auto Logik A/S har igennem tiden opkøbt andre vejgodstransport virksomheder. I 2021 havde virksomheden en omsætning på 436 millioner kroner.